# Clavopora hystricis
Clavopora hystricis är en mossdjursart som först beskrevs av Busk 1874.  Clavopora hystricis ingår i släktet Clavopora och familjen Clavoporidae. Inga underarter finns listade i Catalogue of Life.